# Hans Schedler
Hans Schedler (ur. 12 czerwca 1904) – niemiecki, a potem wschodnioniemiecki zapaśnik walczący w obu stylach. Olimpijczyk z Berlina 1936, gdzie zajął jedenaste miejsce w wadze średniej, w stylu wolnym.
Mistrz Niemiec w 1936 i trzeci w 1937. Mistrz NRD w 1949 i 1950; drugi w 1953; trzeci w 1956 roku, w stylu klasycznym. Mistrz NRD w stylu wolnym w 1954 i 1955; drugi w 1953 roku.

## Letnie Igrzyska Olimpijskie 1936
| Konkurencja      | Rundy eliminacyjne    | Rundy eliminacyjne       | Klas. końcowa |
| Konkurencja      | Przeciwnik I          | Przeciwnik II            | Miejsce       |
| ---------------- | --------------------- | ------------------------ | ------------- |
| 79 kg styl wolny | Ahmet Kireççi (TUR) P | Ercole Gallegati (ITA) P | 11.           |